# Lepley Nunatak
Lepley Nunatak är en nunatak i Antarktis. Den ligger i Västantarktis. Inget land gör anspråk på området. Toppen på Lepley Nunatak är 51 meter över havet.
Terrängen runt Lepley Nunatak är platt. Trakten är obefolkad. Det finns inga samhällen i närheten.